# A Cidadela do Caos

The Citadel of Chaos (A Cidadela do Caos em português) é o segundo livro-jogo da coleção Fighting Fantasy (que no Brasil e em Portugal recebeu o nome de Aventuras Fantásticas), escrito por Steve Jackson e ilustrado por Russ Nicholson publicado originalmente em 1983 pela  Puffin Books, em 2002, foi republicado pela Wizard Books. Foi o primeiro livro-jogo da série a ser publicado no Brasil pela editora Marques Saraiva.

## História
A trama se passa no continente de Allansia, no mundo ficcional de Titan, e envolve uma invasão à fortaleza do senhor da guerra e feiticeiro Balthus Dire, que planeja conquistar o pacífico Vale do Salgueiro. O leitor assume o papel de um jovem aprendiz de mago que deve atravessar os perigos da Cidadela de Balthus e assassinar o senhor da guerra antes que ele coloque seu exército em movimento.
O confronto final do herói com o poderoso senhor da guerra implica um complexo combate mágico que o autor Steve Jackson levou muitas horas para planejar. Por esse motivo, Jackson declarou que Balthus Dire se tornou seu personagem favorito.

## Balthus Dire
O vilão também aparece mais tarde no romance As Guerras de Trolltooth, escrito por Jackson.

## Outras mídias
Um videogame baseado no livro foi lançado pela Puffin Books para o ZX Spectrum  e Commodore 64  em 1984.
Em 2010, uma versão eletrônica do título foi lançado para iPhone e iPad pela Big Blue Bubble. Quando Big Blue Bubble mais tarde perdeu a licença, todos os seus aplicativos foram retirados.

## Ligações Externas
- (em inglês) «Sítio oficial» da série Aventuras Fantásticas

- «Site da Wizard Books» (em inglês)